# Spialia depauperata
The Wandering Sandman or Deprived Grizzled Skipper (Spialia depauperata) là một loài bướm ngày thuộc họ Hesperiidae. Nó được tìm thấy ở Kenya to Natal và in Uganda.
Sải cánh dài 23–28 mm đối với con đực và 31–33 mm đối với con cái. Con trưởng thành bay quanh năm in warmer areas with peaks từ tháng 9 đến tháng 12 và từ tháng 1 đến tháng 3 in miền nam Africa.
Ấu trùng ăn Melhania species.

## Phụ loài
- Spialia depauperata depauperata
- Spialia depauperata australis de Jong, 1978 (from miền bắc KwaZulu-Natal, Swaziland và Mpumalanga to the Limpopo Province)